# Lotta Vuorio
Lotta Vuorio (* in Salo) ist eine finnische Fußballschiedsrichterin.
Seit 2019 steht sie auf der Liste der FIFA-Schiedsrichter und leitet internationale Fußballpartien. Sie gehört zur Gruppe der UEFA-First-Category-Schiedsrichterinnen.
Bei der U-17-Europameisterschaft 2024 in Schweden pfiff Vuorio zwei Gruppenspiele. Zudem leitet Vuorio Spiele in der Women’s Nations League sowie Freundschaftsspiele.
Vuorio stammt aus Salo und arbeitet als Historikerin.